# Jörg Mielers
Jörg Mielers (* 2. November 1964) ist ein ehemaliger deutscher Fußballspieler.

## Werdegang
Mielers begann bei den Dortmunder Vereinen VfL Hörde, TuS Eving-Lindenhorst und VfR Sölde das Fußballspielen. Mit Sölde spielte er nach seiner Jugendzeit in der Verbandsliga, bevor er zum Bezirksligisten Hombrucher SV wechselte. In der Winterpause 1987/88 wechselte er in die Bundesliga zum FC Schalke 04. In der Bundesliga bestritt er drei Spiele für die Gelsenkirchener. Zu Saisonende stand der Abstieg zu Buche. Mielers lief weiterhin für den S04 in der 2. Bundesliga auf, bis er sich im Training eine Knieverletzung zuzog, die sein Karriereende bedeutete.